# Toni Lazov
Toni Lazov est un joueur d'échecs macédonien. Il est maître international depuis 2020.
En 2024 il remporte le Championnat de Macédoine du Nord d'échecs.
Il participe aux Olympiades depuis 2022. Lors de l'Olympiade de 2024 à Budapest, il remporte la médaille d'argent individuelle au deuxième échiquier.